# Théo Monar
Théo Monar (Fort-de-France, 6 de junio de 2001) es un jugador de balonmano francés que juega de pívot en el Vive Kielce. Es internacional con la selección de balonmano de Francia.
Su primer gran campeonato con la selección fue el Campeonato Europeo de Balonmano Masculino de 2022.

## Palmarés

### HBC Nantes
- Copa de la Liga de balonmano (1): 2022
- Trofeo de Campeones (1): 2022
- Copa de Francia de balonmano (2): 2023, 2024

## Clubes
| Club        | País    | Año         |
| ----------- | ------- | ----------- |
| HBC Nantes  | Francia | 2019 - 2024 |
| Vive Kielce | Polonia | 2024 - Act. |